# An Ik-soo
Ahn Ik-soo (ur. 6 maja 1965) – były południowokoreański piłkarz występujący na pozycji obrońcy.

## Kariera klubowa
Akn karierę rozpoczynał roku w drużynie z University of Incheon. W 1989 roku trafił do klubu Ilhwa Chunma. W 1992 roku wywalczył z nim wicemistrzostwo Korei Południowej. W 1993, 1994 oraz w 1995 roku zdobywał z nim mistrzostwo Korei Południowej. Przez siedem sezonów w barwach Ilhwy Akn rozegrał 142 spotkania i zdobył 1 bramkę.
W 1996 roku odszedł do zespołu Pohang Atoms. W tym samym roku wygrał z nim rozgrywki Pucharu Korei Południowej. W 1997 roku Pohang Atoms zmienił nazwę na Pohang Steelers, a także zwyciężył w rozgrywkach Azjatyckiej Ligi Mistrzów. W 1998 roku Akn obronił z zespołem tytuł zwycięzcy Azjatyckiej Ligi Mistrzów. W tym samym roku zakończył karierę z liczbą 58 występów dla Pohang Steelers.

## Kariera reprezentacyjna
W reprezentacji Korei Południowej Ahn zadebiutował w 1994 roku. W tym samym roku został powołany do kadry na Mistrzostwa Świata. Nie zagrał jednak na nich ani razu. Z tamtego turnieju Korea Południowa odpadła po fazie grupowej. W drużynie narodowej Ahn rozegrał w sumie 5 spotkań, wszystkie w 1994 roku.